# Waldron, Arkansas
Waldron là một thành phố thuộc quận Scott, tiểu bang Arkansas, Hoa Kỳ. Năm 2010, dân số của thành phố này là 3618 người.

## Dân số
- Dân số năm 2000: 3508 người.
- Dân số năm 2010: 3618 người.